# Astronotinae
Astronotinae è una sottofamiglia di pesci d'acqua dolce appartenente alla famiglia Cichlidae e comprende 6 specie suddivise in tre generi.

## Tassonomia

### Generi
- Astronotus
- Chaetobranchopsis
- Chaetobranchus